# Tamra
Tamra (àrab: طمرة, Ṭamra; hebreu: טמרה‎) és una ciutat palestina, administrativament part del Districte Nord d'Israel des de l'ocupació de 1948. D'acord amb l'Oficina Central d'Estadístiques d'Israel (OCEI), a finals de 2007, la ciutat tenia una població de 27.300 habitants, pràcticament tots palestins (99,6% musulmans).
Com altres localitats de la regió de la Galilea és una ciutat de població àrab palestina.
Al 1253, durant l'era de les croades el senyor de Caesarea, va vendre diversos pobles, inclosa Tamra, als hospitalers. El 1283 va ser esmentada com a part del domini dels croats, segons la hudna entre els croats d'Acre i el sultà mameluc Qalawun. Fou incorporada a l'Imperi Otomà en 1517, i en el cens de 1596 el poble estava situat a la Nahiya d'Acca, part del districte de Safad Sanjak. La població era de 22 llars musulmanes. Pagaven un tipus impositiu fix del 20% sobre blat, ordi, arbres fruiters, cotó, ingressos ocasionals, ruscs i pastures d'hivern; un total de 2.929 akçes.
El 1859, el cònsol britànic Rogers va estimar que la població era de 1.200, tots musulmans i 80 feddans de zona cultivada, Victor Guérin el 1875 xifrà la població en 800 habitants, tots musulmans. El 1881, l'enquesta de Palestine Exploration Fund sobre la Palestina Occidental (SWP) va descriure a Tamra com: "Un gran poble, amb una petita mesquita a l'est i un pou al nord. Hi ha una tomba tallada a la roca a l'oest de les cases. Al sud, a la vall, un bon oliverar fins a Rueis". Una llista de població al voltant de 1887 va mostrar que Tamra tenia uns 535 habitants; tots els musulmans.
En el Mandat britànic el moment del cens de Palestina de 1922, Tamra tenia 1.111, tots musulmans, en el cens de 1931 a 1.258, tots musulmans, en un total de 282 cases. En les estadístiques de 1945, Tamra tenia 1.830 habitants, tots musulmans, mentre que la jurisdicció total del poble era de 30.559 dunams de terra. 1.564 dúnams per a plantacions i terres de regadiu, 14.434 dúnams per a cereals, mentre que 206 dunams eren terrenys edificats urbans.
Durant la Guerra araboisraeliana de 1948, Tamra va ser envaïda per l'exèrcit israelià en l'operació militar Dekel. La ciutat va créixer ràpidament en el període dels primers anys d'Israel a causa de l'afluència de refugiats palestins procedents de poblacions properes destruïdes com Al-Birwa o al-Damun en la neteja ètnica practicada per Israel que destruí centenars de pobles palestins. Les autoritats israelianes van confiscar grans percentatges de les terres agrícoles de la ciutat i es van destinar a cooperatives agrícoles i ciutats properes als assentaments de colonitzadors israelians com Mitzpe Aviv.
La localitat fou reconeguda com a consell local el 1956 i en 1996 va ser reconeguda com a ciutat.
Tamra és coneguda per la seva gran fàbrica de productes lactis anomenada Rajeb-Tamra, que proveeix bona part dels mercats.
La localitat, com totes les de majoria àrab pateix una situació econòmica més deprimida que la mitjana de l'estat israelià, el 2000, a la ciutat hi havia 3.908 treballadors assalariats i 375 treballadors autònoms. El salari mensual mitjà l'any 2000 per a un treballador assalariat a la ciutat és 2.887 xequels. Els homes assalariats tenen un salari mensual mitjà de 3.358 xequels per 1.977 les dones. Els ingressos mitjans dels treballadors autònoms són de 4.763. Hi ha 445 persones que reben prestacions per desocupació i 5.290 persones que reben una renda garantia mínima.